# X You
"X You" é um single de música eletrônica produzida pelo produtor e DJ de house music sueco Avicii. A faixa foi lançada como um download digital na Suécia em 22 de fevereiro de 2013. É a produção final para o sucesso do projeto Avicii, intitulado "Avicii X You". A canção apresenta sequências de Kian Sang, Naxsy, Martin Kupilas, ВАНЯ ХАКСИ, Jonathan Madray, Mateusz Kolata e Christian Westphalen.

## Videoclipe
O vídeo de "X You" foi lançado no canal de Avicii no YouTube, pelo canal do VEVO no dia em 26 de fevereiro de 2013. O videoclipe contém várioclipes de Avicii no trabalho na música e outros clipes curtos sobre a natureza por 5-10 segundos. Ele também contém texto explicando o projeto, quantas pessoas contribuíram, os vencedores e os países contribuintes. O vídeo termina com um tempo de 3 minutos e 46 segundos (a mesma duração da versão de rádio).

## Faixas
| Descarga digital |                        |         |  |
| N.º              | Título                 | Duração |  |
| 1.               | "X You" (Radio Edit)   | 3:20    |  |
| 2.               | "X You" (Original Mix) | 6:45    |  |

## Desempenho nas paradas
| Parada (2013)                  | Melhor posição |
| ------------------------------ | -------------- |
| Suécia (Sverigetopplistan)     | 23             |
| Reino Unido (UK Dance Chart)   | 9              |
| Reino Unido (UK Singles Chart) | 47             |

## Histórico de lançamento
| Região      | Data                    | Formato          | Gravadora |
| ----------- | ----------------------- | ---------------- | --------- |
| Suécia      | 22 de fevereiro de 2013 | Descarga digital | LE7ELS    |
| Reino Unido | 22 de fevereiro de 2013 | Descarga digital | LE7ELS    |